# Benjamin Kololli
Benjamin Kololli (n. 15 mai 1992) este un fotbalist albanez kosovar care joacă ca pe postul de mijlocaș pentru clubul elvețian Zürich și echipa națională a Kosovo.

## Tinerețe
Kololli s-a născut în Aigle, Elveția, din părinți albanezi kosovari din Ferizaj.

## Cariera pe echipe
A început fotbalul la grupele de copii și juniori ale lui FC Monthey. Între 2011 și 2013 a jucat pentru echipa sub 21 de ani a lui FC Sion, urmând să fie promovat în lotul echipei mari în 2013. În perioada când a jucat la Sion a fost împrumutat la Le Mont pentru sezonul 2014-2015.În 2015 a semnat un contract cu echipa Biel-Bienne, care l-a împrumutat în 2016 la Young Boys, unde a jucat un singur meci în campionat. La 21 iulie 2018, Kololli a semnat cu Zürich din Superliga Elvețiană pe un contract de trei ani. La 28 iulie 2018, el a debutat în deplasare scor 0-2, în fața lui Grasshoppers, după ce a intrat în minutul 70 în locul lui Marco Schönbächler.

## Cariera la națională
La 30 august 2016, Kololli a primit o convocare din partea Kosovo pentru un meci de calificare la Campionatul Mondial din 2018 împotriva Finlandei. La 12 noiembrie 2016, el și-a făcut debutul pentru Kosovo într-un meci de calificare pentru Campionatul Mondial din 2018 împotriva Turciei, meci pe care l-a început ca titular.

## Statistici privind cariera

### Club
Până pe 28 iulie 2018
| Club                  | Sezon         | Campionat                 | Campionat | Campionat | Cupă    | Cupă   | Continental | Continental | Altele  | Altele | Total   | Total  |
| Club                  | Sezon         | Divizie                   | Meciuri   | Goluri    | Meciuri | Goluri | Meciuri     | Goluri      | Meciuri | Goluri | Meciuri | Goluri |
| --------------------- | ------------- | ------------------------- | --------- | --------- | ------- | ------ | ----------- | ----------- | ------- | ------ | ------- | ------ |
| Monthey               | 2011–2012     | A patra divizie elvețiană | 11        | 6         | 1       | 0      | —           | —           | —       | —      | 12      | 6      |
| Monthey               | Total         | Total                     | 11        | 6         | 1       | 0      | —           | —           | —       | —      | 12      | 6      |
| Sion U21              | 2011–2012     | A patra divizie elvețiană | 8         | 1         | 0       | 0      | —           | —           | —       | —      | 8       | 1      |
| Sion U21              | 2012–2013     | Swiss Promotion League    | 26        | 3         | 0       | 0      | —           | —           | —       | —      | 26      | 3      |
| Sion U21              | 2013–2014     | Swiss Promotion League    | 11        | 7         | 0       | 0      | —           | —           | —       | —      | 11      | 7      |
| Sion U21              | Total         | Total                     | 45        | 11        | 0       | 0      | —           | —           | —       | —      | 45      | 11     |
| Sion                  | 2012–2013     | Prima ligă elvețiană      | 7         | 2         | 0       | 0      | —           | —           | —       | —      | 7       | 2      |
| Sion                  | 2013–2014     | Prima ligă elvețiană      | 9         | 0         | 2       | 0      | —           | —           | —       | —      | 11      | 0      |
| Sion                  | Total         | Total                     | 16        | 2         | 2       | 0      | —           | —           | —       | —      | 18      | 2      |
| Le Mont (împrumut)    | 2014–2015     | A doua divizie elvețiană  | 28        | 6         | 1       | 0      | —           | —           | —       | —      | 29      | 6      |
| Le Mont (împrumut)    | Total         | Total                     | 28        | 6         | 1       | 0      | —           | —           | —       | —      | 29      | 6      |
| Biel-Bienne           | 2015–2016     | A doua divizie elvețiană  | 17        | 6         | 2       | 4      | —           | —           | —       | —      | 19      | 10     |
| Biel-Bienne           | Total         | Total                     | 17        | 6         | 2       | 4      | —           | —           | —       | —      | 19      | 10     |
| Young Boys (împrumut) | 2015–2016     | Prima Ligă elvețiană      | 1         | 0         | 0       | 0      | —           | —           | —       | —      | 1       | 0      |
| Young Boys (împrumut) | Total         | Total                     | 1         | 0         | 0       | 0      | —           | —           | —       | —      | 1       | 0      |
| Lausanne-Sport        | 2016–2017     | Prima ligă elvețiană      | 26        | 8         | 1       | 0      | —           | —           | —       | —      | 27      | 8      |
| Lausanne-Sport        | 2017–2018     | Prima ligă elvețiană      | 27        | 8         | 3       | 2      | —           | —           | —       | —      | 30      | 0      |
| Lausanne-Sport        | Total         | Total                     | 53        | 16        | 4       | 2      | —           | —           | —       | —      | 57      | 18     |
| Zürich                | 2018–2019     | Prima ligă elvețiană      | 1         | 0         | 0       | 0      | 0           | 0           | 0       | 0      | 1       | 0      |
| Zürich                | Total         | Total                     | 1         | 0         | 0       | 0      | 0           | 0           | 0       | 0      | 1       | 0      |
| Total carieră         | Total carieră | Total carieră             | 172       | 47        | 10      | 6      | 0           | 0           | 0       | 0      | 182     | 53     |

### Meciuri la națională
Până pe 20 noiembrie 2018
| Echipa națională | An    | Meciuri | Goluri |
| ---------------- | ----- | ------- | ------ |
| Kosovo           |       |         |        |
| 2016             | 1     | 0       |        |
| 2017             | 2     | 0       |        |
| 2018             | 6     | 3       |        |
| Total            | Total | 9       | 3      |

### Goluri la națională
Până pe 17 noiembrie 2018 
Rubrica scor indică scorul după golu marcat de Kololli. 
| Gol | Data              | Stadion                                  | Adversar | Scor | Rezultat | Competiție                             | <abbr title="<nowiki>Reference</nowiki>">Ref |
| --- | ----------------- | ---------------------------------------- | -------- | ---- | -------- | -------------------------------------- | -------------------------------------------- |
| 1.  | 11 octombrie 2018 | Stadionul Fadil Vokrri, Pristina, Kosovo | Malta    | 1 -0 | 3-1      | Liga Națiunilor UEFA 2018-2019 Grupa D | [ 9 ]                                        |
| 2.  | 11 octombrie 2018 | Stadionul Fadil Vokrri, Pristina, Kosovo | Malta    | 3 -1 | 3-1      | Liga Națiunilor UEFA 2018-2019 Grupa D | [ 9 ]                                        |
| 3.  | 17 noiembrie 2018 | Stadionul Național, Ta 'Qali, Malta      | Malta    | 2 -0 | 5-0      | Liga Națiunilor UEFA 2018-2019 Grupa D | [ 10 ]                                       |